# عرقون قزمي
عرقون قزمي (الاسم العلمي:Euphrasia perpusilla) هو نوع من النباتات يتبع جنس العرقون من الفصيلة الهالوكية.